# Сіракава (Ґіфу, Хіда)
Шірака́ва (яп. 白川村, しらかわむら, МФА: [ɕiɾakawa muɾa]) — село в Японії, в повіті Оно префектури Ґіфу. На території села розташоване поселення, визнане Світовою Спадщиною ЮНЕСКО у 1995 році. Станом на 1 квітня 2009 площа села становила 356,55 км². Станом на 1 липня 2011 населення села становило 1739 осіб.
36°16′15″ пн. ш. 136°53′55″ сх. д. / 36.270944444444° пн. ш. 136.89855555556° сх. д.

## Географія
Одне з найбільш сніжних місць в Японії, 95,7 % площі покрито лісами. Розташоване на межі префектур Ісікава на заході та Тояма на півночі. Кордон з префектурою Ісікава проходить по горах РЕХАК. Річка Сокава проходить через село, і велика частина населення проживає в її долині. Вище за течією якої розташований гребля та водосховище. Основною галуззю економіки є туризм.

## Демографія
За даними японського перепису населення , населення Шіракави зменшилось за останні 40 років.
| Рік  | Населення |
| ---- | --------- |
| 1970 | 2,525     |
| 1980 | 2,132     |
| 1990 | 1,892     |
| 2000 | 2,151     |
| 2010 | 1,733     |
| 2020 | 1,630     |

## Історія
Район навколо Шіракави був частиною провінції Хіда. Під час кадастрових реформ після відновлення Мейдзі район був організований в район Ōно, Гіфу. Село Шіракава було утворено 1 липня 1897 року із встановленням сучасної муніципальної системи.

## Економіка
В місцевій економіці сильно панує сезонний туризм. Завдяки доходу від туристів, які приїжджають оглянути села Гашо-Зукурі, фінансовий стан села значно покращився, а туристичний рух ще більше збільшився, коли село стало місцем спадщини ЮНЕСКО. Однак збільшення кількості відвідувачів призвело до пошкодження району від забруднення, а місцеві мешканці перетворили свої будинки на гуртожитки, сувенірні крамниці та паркінги, що, в свою чергу, поставило під загрозу статус Світової спадщини. Також зростає побоювання, що зміна харчування для туристів завдасть шкоди простоті району та основним японським пейзажам.

## Освіта
У Шіракаві є одна об’єднана державна початкова / середня школа, що управляється сільським урядом. У селі немає старшої школи.

## Визначні пам'ятки
- Історичні села Шіракава-го та Гокаяма визначені об’єктами Світової спадщини ЮНЕСКО.
- Шіракава-гō Хірасе Онсен
- Дамба Міборо, озеро Міборо
- Тунель Хіда
- Хакусан Ріндо (пішохідна доріжка)
- Святиня Саракава Хачіман, де кожного 14–15 жовтня проводиться фестиваль Добуроку, який славиться своїм Нігорізаке.

## В популярній культурі
- Село Хінамідзава з Хіґураші-но-Наку Короні (ひ ぐ ら し の な く 頃 に, укр. Коли цикади плачуть), в значній мірі базується на Шіракаві, багато місцевих визначних пам'яток чітко впізнаються.

## Галерея

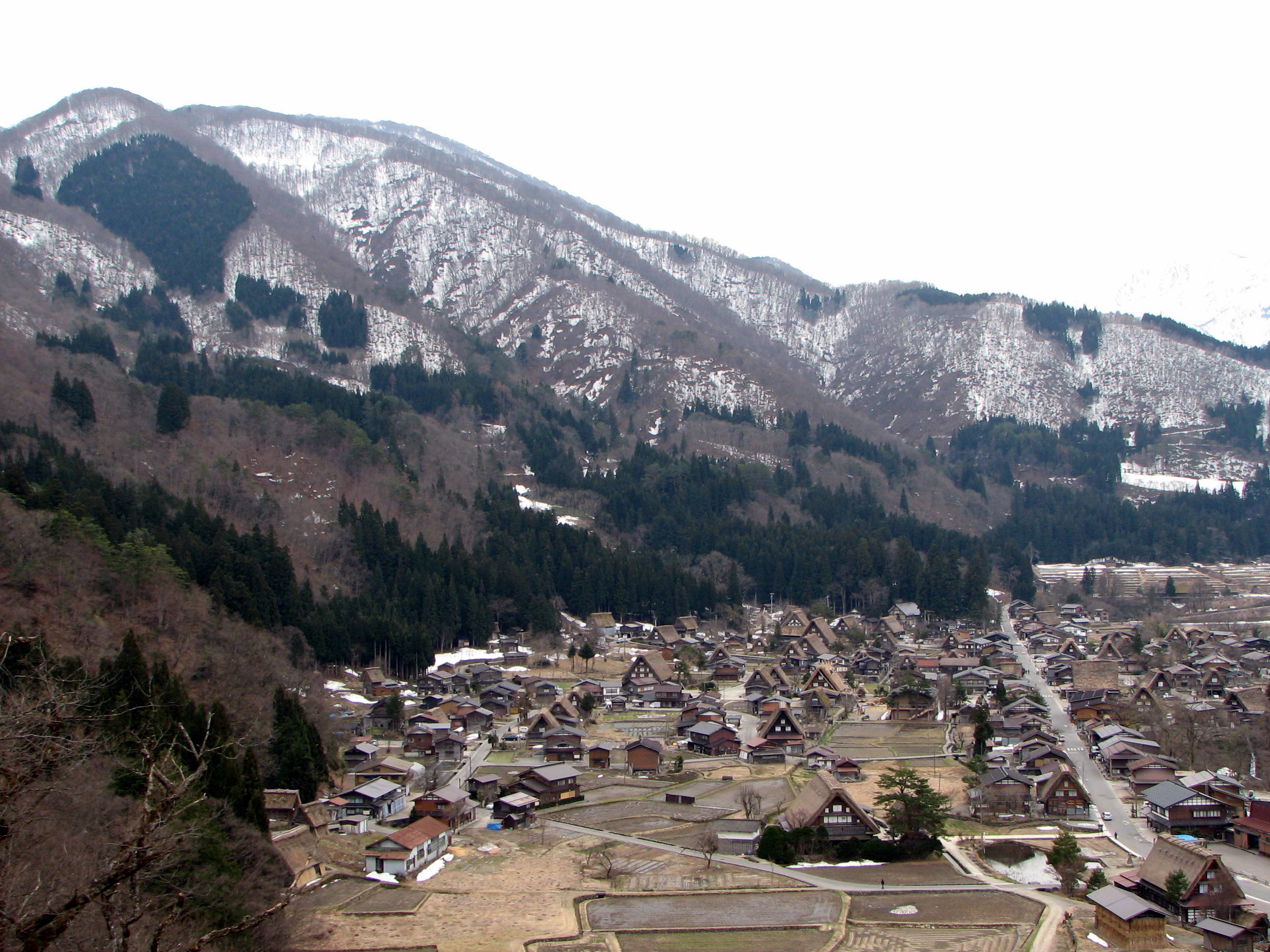
Село Оджімачі в Шіракава-гоу
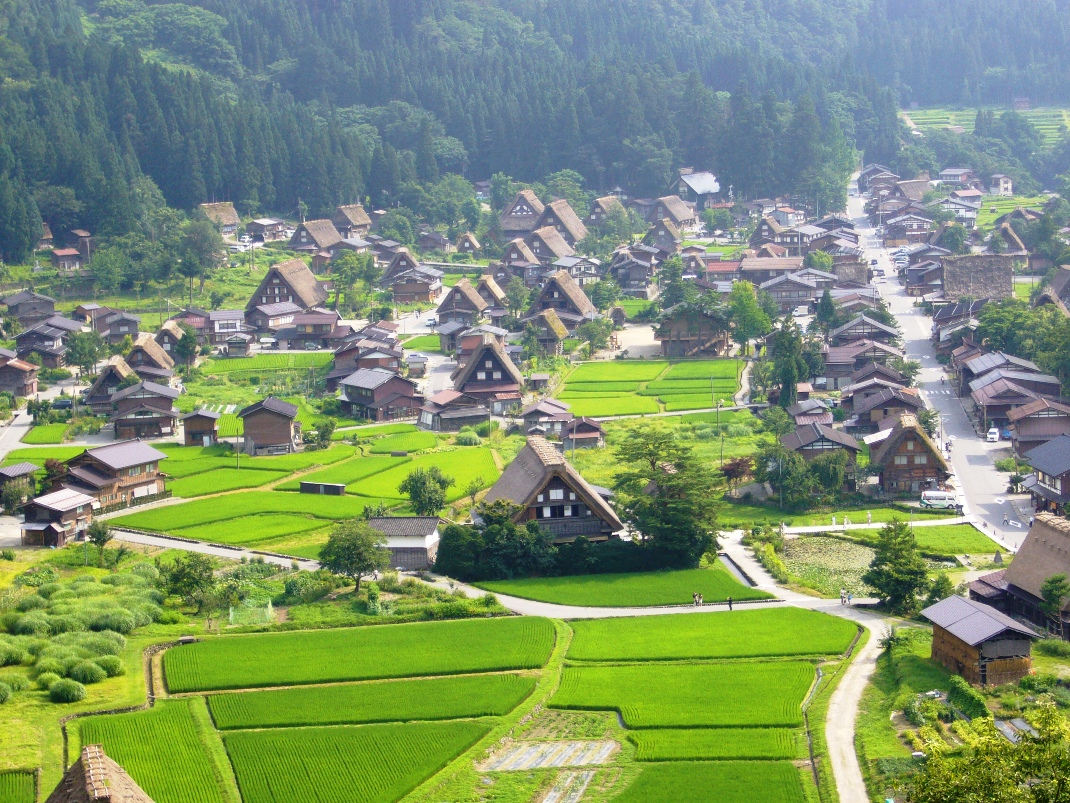
Шіракава-гоу
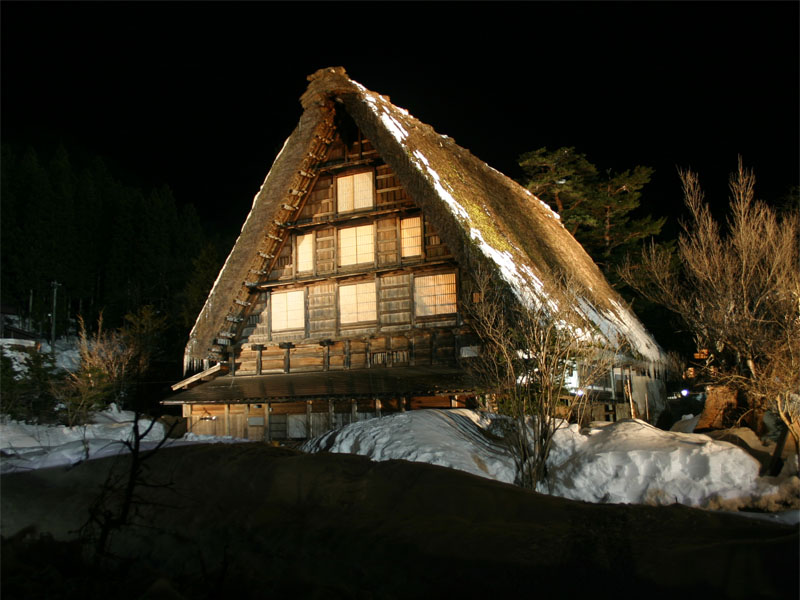
Традиційний будинок в Шіракава-гоу
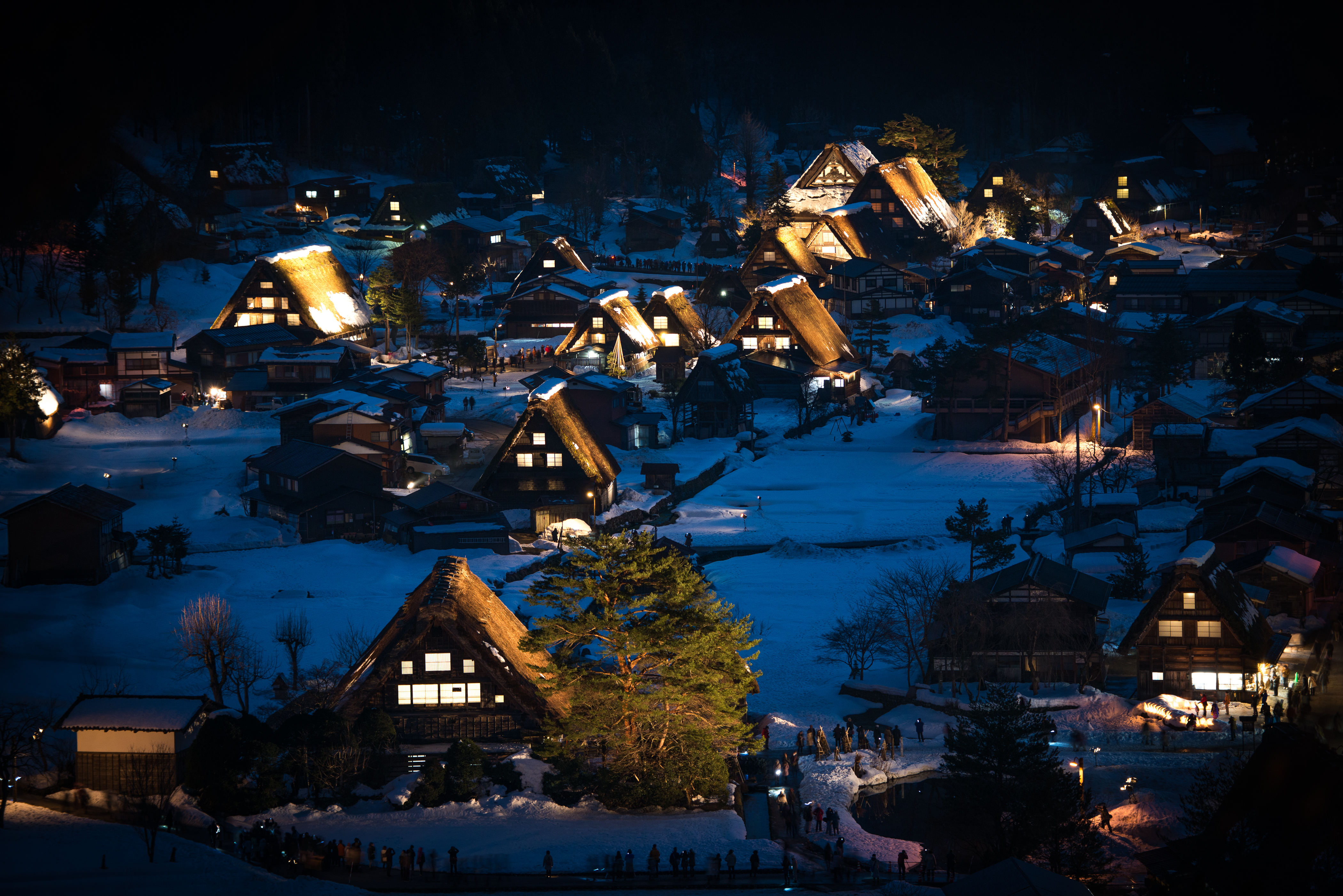
Нічний вид на традиційне поселення